# 世父
世父（?—?），西周时期秦国公子，秦庄公长子。

## 生平
秦庄公有子三人，世父为其长子。因其祖父秦仲在讨伐西戎时战死，世父说：“西戎杀死我祖父秦仲，我不杀死戎王我绝不回国。”世父将太子之位让与其弟秦襄公，自己率兵攻打西戎。
秦庄公去世后，秦襄公继位。前776年，西戎率军包围犬丘（今甘肃省天水市西南礼县一带），世父率军迎击，被西戎俘虏。过了一年多，西戎才放还世父。此后事迹不详。